# 구루키 레이
구루키 레이(일본어: 久留木 玲, 199년 12월 12일~)는 일본의 AV 여배우이다. 《FANZA》가 발표한 2021년 상반기 AV여배우 순위 8위를 기록했다.